# Kabinett Müller II (Saarland)
Als Kabinett Müller II bezeichnet man die saarländische Landesregierung unter Ministerpräsident Peter Müller (CDU) vom 6. Oktober 2004 bis zum 10. November 2009.
Nach den Landtagswahlen vom 5. September 2004 wurde Peter Müller vom dreizehnten saarländischen Landtag zum Ministerpräsidenten gewählt. Das Kabinett stützte sich auf eine parlamentarische Mehrheit der CDU-Fraktion von 27 von 51 Sitzen.

## Kabinettsmitglieder
| Amt | Name                                            | Partei                         | Partei |
| --- | ----------------------------------------------- | ------------------------------ | ------ |
| Ministerpräsident | Peter Müller                                    |                                | CDU    |
| Minister der Finanzen, stellv. Ministerpräsident | Peter Jacoby                                    | CDU                            |        |
| Minister für Bundes- und Europaangelegenheiten | Karl Rauber                                     | CDU                            |        |
| Minister für Bildung, Kultur und Wissenschaft (ab 3. September 2007: Ministerin für Bildung, Kultur, Familien und Frauen)                                                      | Jürgen Schreier                                 | CDU                            |        |
| Minister für Bildung, Kultur und Wissenschaft (ab 3. September 2007: Ministerin für Bildung, Kultur, Familien und Frauen)                                                      | Annegret Kramp-Karrenbauer ab 3. September 2007 | CDU                            |        |
| Ministerin für Inneres, Familie, Frauen und Sport (ab 3. September 2007: Minister für Inneres und Sport)                                                                       | Annegret Kramp-Karrenbauer                      | CDU                            |        |
| Ministerin für Inneres, Familie, Frauen und Sport (ab 3. September 2007: Minister für Inneres und Sport)                                                                       | Klaus Meiser ab 3. September 2007               | CDU                            |        |
| Minister für Wirtschaft und Arbeit (ab 3. September 2007: Minister für Wirtschaft, Wissenschaft und Landwirtschaft; ab Oktober 2009: Minister für Wirtschaft und Wissenschaft) | Hanspeter Georgi                                | CDU                            |        |
| Minister für Wirtschaft und Arbeit (ab 3. September 2007: Minister für Wirtschaft, Wissenschaft und Landwirtschaft; ab Oktober 2009: Minister für Wirtschaft und Wissenschaft) | Joachim Rippel ab 3. September 2007             | CDU                            |        |
| Minister für Justiz, Gesundheit und Soziales (ab 3. September 2007: Minister für Justiz, Gesundheit, Arbeit und Soziales)                                                      | Josef Hecken                                    | CDU                            |        |
| Minister für Justiz, Gesundheit und Soziales (ab 3. September 2007: Minister für Justiz, Gesundheit, Arbeit und Soziales)                                                      | Gerhard Vigener ab 14. Mai 2008                 | CDU                            |        |
| Minister für Umwelt | Stefan Mörsdorf                                 | CDU (ab 2005; davor parteilos) |        |

Nach dem Tod des CDU-Fraktionsvorsitzenden Peter Hans wurde eine Kabinettsumbildung veranlasst. Jürgen Schreier trat aus der Landesregierung aus und übernahm den Fraktionsvorsitz der CDU. Zudem schied Hanspeter Georgi altersbedingt aus der Regierung aus.